# Gelnica (stacja kolejowa)
Gelnica – stacja kolejowa w mieście Gelnica w kraju koszyckim przy ulicy Hlavná 185 na linii kolejowej 173 Margecany – Červená Skala, na Słowacji.